# European Biostimulant Industry Council
Das European Biostimulant Industry Council (EBIC) ist ein europäischer Herstellerverband von Pflanzenstärkungsmitteln (Biostimulanzien). Gegründet wurde die Vereinigung im Jahr 2011 als European Biostimulant Industry Consortium mit Namensänderung 2013 und Sitz in Antwerpen.

## Hintergrund
In den Ländern der Europäischen Union bestehen sehr unterschiedliche Zulassungskriterien für die Verwendung von Biostimulanzien bzw. Bioeffektoren in der Pflanzenproduktion.
Der Verband versteht sich als Zusammenschluss von Fachleuten des Pflanzenbaus mit speziellen Kenntnissen der Funktion von Bodenorganismen und Pflanzenextrakten. Biostimulanzien wirken sich auf Nährstoffaufnahme, Nährstoffeffektivität, Toleranz gegen abiotischen Stress und Pflanzenqualität aus, ohne selbst Nährstoff zu sein. Sie haben auch keine direkte Wirkung gegen Pflanzenkrankheiten und -schädlinge und unterliegen deshalb auch nicht dem Pflanzenschutzgesetz.
In den Mitgliedsländern der Europäischen Union sind die Zulassungskriterien dieser Pflanzenstärkungsmittel sehr unterschiedlich geregelt. Die Harmonisierung der Zulassung soll bis Jahresende 2017 erfolgen, wobei sich die EBIC für die Ziele ihrer Mitglieder einsetzen will.